# Marzanābād
Marzanābād (persiska: مَرزون آباد, مرزن آباد) är en ort i Iran.   Den ligger i provinsen Mazandaran, i den norra delen av landet, 80 km norr om huvudstaden Teheran. Marzanābād ligger 495 meter över havet och antalet invånare är 5 078.
Terrängen runt Marzanābād är bergig åt sydost, men åt nordväst är den kuperad. Marzanābād ligger nere i en dal. Runt Marzanābād är det ganska tätbefolkat, med 80 invånare per kvadratkilometer. Närmaste större samhälle är Kalārdasht, 13,9 km nordväst om Marzanābād. Trakten runt Marzanābād består i huvudsak av gräsmarker.